# Adama Njie
Adama Njie (7 febbraio 1978) è un'ex mezzofondista gambiana, specializzata negli 800 metri piani.

## Biografia
All'età di 18 anni, Njie ha debuttato ai Campionati africani del 1996 vincendo una medaglia di bronzo negli 800 metri piani, la prima medaglia individuale per il Gambia e la seconda in assoluto dei Campionati. Nello stesso anno ha preso parte alla sua prima edizione dei Giochi olimpici ad Atlanta 1996. Nel 2000 ha fatto parte delle delegazione gambiana di soli due atleti a Sydney 2000 dove è stata la prima donna portabandiera per la nazione nel corso della cerimonia d'apertura dei Giochi olimpici. Ha partecipato nonostante lo scarso preavviso anche alle Olimpiadi di Atene 2004, in seguito alla rinuncia della collega Mama Gassama, diventando la prima atleta gambiana a prendere parte a tre edizioni consecutive dei Giochi.

## Palmarès
| Anno | Manifestazione         | Sede         | Evento      | Risultato  | Prestazione | Note |
| ---- | ---------------------- | ------------ | ----------- | ---------- | ----------- | ---- |
| 1996 | Campionati africani    | Yaoundé      | 800 m piani | Bronzo     | 2'10"10     |      |
| 1996 | Giochi olimpici        | Atlanta      | 800 m piani | Batteria   | dnf         |      |
| 1997 | Mondiali               | Atene        | 800 m piani | Batteria   | 2'13"50     |      |
| 1998 | Giochi del Comonwealth | Kuala Lumpur | 800 m piani | Batteria   | 2'07"51     |      |
| 2000 | Giochi olimpici        | Sydney       | 800 m piani | Batteria   | 2'07"90     |      |
| 2001 | Mondiali               | Edmonton     | 800 m piani | Batteria   | 2'07"80     |      |
| 2003 | Mondiali               | Saint-Denis  | 800 m piani | Batteria   | 2'17"04     |      |
| 2003 | Giochi panafricani     | Abuja        | 800 m piani | Semifinale | 2'09"80     |      |
| 2004 | Giochi olimpici        | Atene        | 800 m piani | Batteria   | 2'10"02     |      |